# Звідність
Звідність — відношення між поняттями, яке у логіці й математиці, що означає можливість редукції (зведення) одного поняття до іншого.

## Різновиди звідності
- Звідність множин, зведення предикатів за розв'язністю.
- Звідність множин за переліченістю.
- Звідність арифметичних функцій за обчислюваністю.
- Звідність сімейств арифметичних функцій.

По кожній з цих позицій можна визначити відношення еквівалентності.